# Яблочный уксус
Я́блочный у́ксус — уксус, получаемый микробиологическим методом из яблочного сырья.
Яблочный уксус обладает гораздо более богатым вкусом и питательной ценностью, чем обычный, спиртово́й. Он имеет мягкий вкус, аромат. В его состав входят биологически активные вещества. Он содержит, кроме органических кислот, некоторое количество сахаров, фенольных веществ, альдегидов эфиров микроэлементов, переходящих из сырья, а также образующихся в результате метаболизма уксуснокислых бактерий (УКБ) в процессе производства и выдержки уксуса.

## Особенности химического состава
В яблочном уксусе идентифицировано более 60 органических соединений. В процессе культивирования активно синтезируются многие аминокислоты. При изучении аминокислотного состава выделено 16 аминокислот, количество которых более чем в 3 раза выше, чем в исходном сырье.
В составе яблочного уксуса содержатся:
•	Кислоты - уксусная, яблочная, молочная, щавелевая, лимонная;
•	Микро- и макроэлементы: натрий, калий, кальций, кремний, магний, железо, фосфор, медь и сера;
•	Ферменты.

## Применение
Как вкусовой продукт, яблочный уксус может улучшить качество и биологическую ценность пищи. Используется как компонент в некоторых продуктах (приправы, майонезы, консервы), ароматизатор и подкислитель в пище, консервант, а также в мариновании.

## Производство
В качестве сырья для производства яблочного уксуса используются как свежие соки, так и сброженные виноматериалы, сухофрукты.